# Rosa Neuwirth
Rosa Neuwirth (* 25. Oktober 1883 in Vinohrady bei Prag; † 24. Oktober 1929 in Wien) war eine österreichische Keramikerin und Bildhauerin. Sie arbeitete für die Wiener Werkstätte und war Mitbegründerin der Keramischen Werkgenossenschaft.

## Leben und Werk
Rosa Neuwirth wurde am 25. Oktober 1883 als älteste Tochter des Kunsthistorikers Josef Neuwirth und seiner Ehefrau Adelheid, (geb. von Stein) in Prag geboren. Nach dem Abschluss der schulischen Ausbildung begann Rosa Neuwirth 1898 ein Studium an der Kunstgewerbeschule in Prag. Als der Vater einen Ruf an die Technische Hochschule Wien erhielt, zog die Familie 1899 nach Wien (Favoritenstraße 68). Im gleichen Jahr begann sie ihr Studium an der Kunstgewerbeschule Wien. Zu ihren Lehrern zählten hier Friedrich Linke, Josef Breitner, Michael Powolny und Franz Metzner. In den Jahren 1903/04 besuchte sie Kurse bei Koloman Moser. Im Jahre 1903 erhielt sie den mit 1000 Kronen dotierten Rothschildpreis, der ihr einen Studienaufenthalt in München, Zürich, Paris, London, Belgien und den Niederlanden ermöglichte.
Bereits während ihrer Studienzeit wurden ihre Keramikentwürfe und Stickereien in Ausstellungen der Kunstgewerbeschule Wien, in St. Petersburg 1903/04, auf der Weltausstellung in St. Louis 1904 und auf der Wiener Kunstschau 1908 und 1909 gezeigt. Sie vermarktete ihre Entwürfe auch in der Wiener Werkstätte. Von 1904 bis 1908 und in den 1920er Jahren arbeitete sie darüber hinaus als Zeichenlehrerin im Wiener Frauen-Erwerbs-Verein.
In Paris studierte sie 1910 sechs Monate bei dem Bildhauer und Maler Aristide Maillol. Am 25. September 1911 gründete Rosa Neuwirth mit Ida Schwetz-Lehmann und Helena Johnová in der Wiener Mollardgasse 85a mit einer finanziellen Unterstützung des k. k. Österreichischen Museums für Kunst und Industrie und des Wirtschaftsförderungsinstituts die Keramische Werkgenossenschaft. Während sich Helena Johnová Entwürfen der volkstümlichen Keramik verschrieb, waren die Keramiken von Ida Schwetz-Lehmann und Rosa Neuwirth durch die Wiener Werkstätte und der Porzellanmanufaktur Royal Copenhagen beeinflusst. Rosa Neuwirth übernahm die künstlerische und unternehmerische Leitung der Werkgenossenschaft. 
Sie arbeitete auch während des Ersten Weltkrieges erfolgreich weiter. Ihre Keramiken wurden u. a. in Großbritannien und den Vereinigten Staaten verkauft. Ihre letzte Ausstellung fand im Winter 1928 im Wiener Künstlerhaus statt. Im September 1929 wurde bei Rosa Neuwirth eine Tumorerkrankung festgestellt, an deren Folgen sie am 24. Oktober 1929, einen Tag vor Vollendung ihres 46. Lebensjahrs verstarb. 

## Werke (Auswahl)

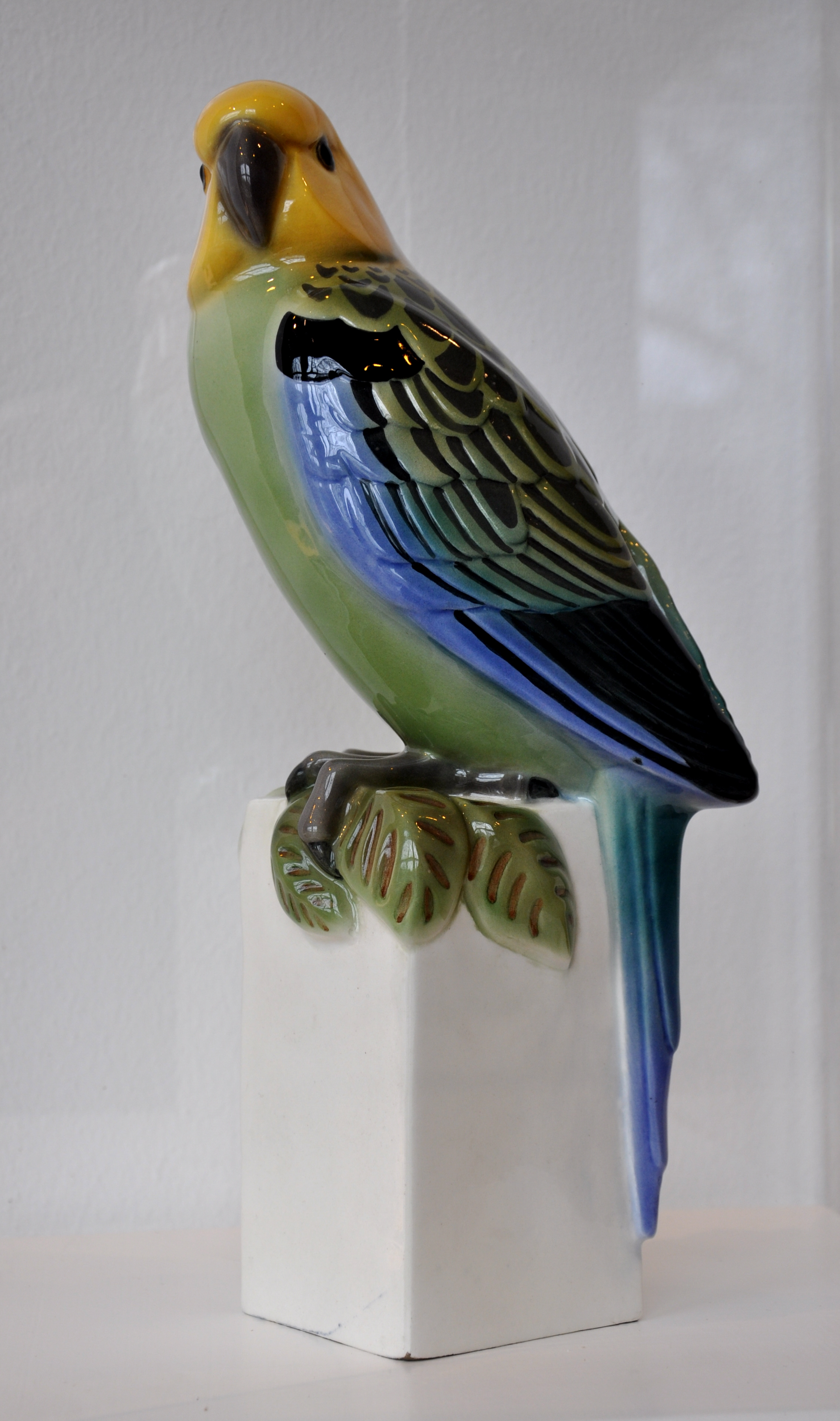
"Papagei"

Rosa Neuwirths Schaffen ist vor allem durch äußerst naturalistische Tierplastiken aus Keramik geprägt. Darüber hinaus sind einige Büsten und Plastiken, Holzschnitzereien, Landschaftsbilder in Öl, Aquarelle und kolorierte Federzeichnungen überliefert. Ihre Werke werden heute in den Kunstgewerbemuseen in Wien, Prag, Berlin, Karlsruhe und Stuttgart gezeigt.

### Keramiken
- Heuschrecke, Schnecke, Schildkröte, Seepferd (1903/4)
- Geier (1910)
- Blumenverkäuferin (1911)
- Froschprinzessin (1911)
- Fasan (1911)
- Affe mit Schale (1911)
- Papgeiengruppe (1911)
- Möwe (verm. 1911/12)
- Katzengruppe (1912)
- Taubenhäher (1912)
- Liegende Katze (1912)
- Taubengruppe (1912)
- Berner Sennenhund (1913)
- Kind mit Ball (1913)
- Kleiner Hase (1914)
- Dame mit Rosen (1914)

### Plastiken
- Kaiser Franz Joseph mit Thronfolgersohn Otto v. Habsburg
- Büste Josef Neuwirth
- Schreitende Frau
- Froschkönig